# Jan VI Mavrocordat
Jan VI Mavrocordat (rum. Ioan Mavrocordat, gr. Ιωάννης Μαυροκορδάτος; ur. 1712, zm. 1747) – hospodar Mołdawii, w latach 1743–1747, z rodu Mavrocordat.

## Biografia
Był synem hospodara Mikołaja Mavrocordata, młodszym bratem hospodara Konstantyna Mavrocordata. Panował kilka lat w Mołdawii z nadania Imperium osmańskiego, okres jego rządów zaznaczył się w historii kraju dużym uciskiem fiskalnym (niektórzy bojarzy udali się wówczas na emigrację do Polski). Jego synem był hospodar Aleksander Mavrocordat II.